# Carabiber, Basarabeasca
Carabiber este un sat în cadrul comunei Iserlia, raionul Basarabeasca, Republica Moldova.

## Demografie
Structură etnică
     moldoveni (21,95%)
     ucraineni (7,32%)
     ruși (1,22%)
     găgăuzi (63,41%)
     bulgari (1,22%)
     români (0%)
     evrei (0%)
     polonezi (0%)
     țigani (0%)
     alte etnii / nedeclarată (4,88%)
Conform datelor recensământului din 2004, populația localității este de 82 locuitori, dintre care 41 (50%) bărbați și 41 (50%) femei. Structura etnică a populației în cadrul localității arată astfel:
- moldoveni — 18;
- ucraineni — 6;
- ruși — 1;
- găgăuzi — 52;
- bulgari — 1;
- altele / nedeclarată — 4.